# Lycodes raridens
Lycodes raridens es una especie de pez de la familia de los Zoarcidae en el orden de los perciformes.

## Morfología
Los machos pueden llegar a alcanzar los 77 cm de longitud total.

## Hábitat
Es un pez de mar y de Clima templado y demersal que vive entre 10-400 m de profundidad.

## Distribución geográfica
Se encuentra en el Pacífico norte: Alaska y Rusia. 

## Observaciones
Es inofensivo para los humanos. 